# 江恒源

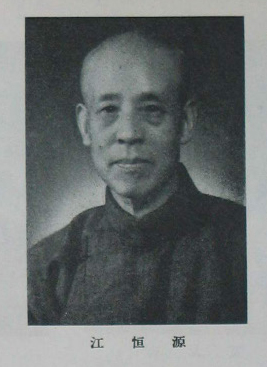

江恒源（1886年—1961年），字问渔，号蕴愚，男，江苏灌云人，中华民国、中华人民共和国教育家、政治人物。

## 生平
江恒源是江苏省灌云县板浦镇人。清朝光绪二十七年（1901年），江恒源中秀才。1915年自北京大学毕业后，江恒源先后在私立朝阳大学、中国大学任课务。他还历任江苏第二厅视学、江苏省立第八师范学校校长、江苏省教育厅厅长、上海中华职业教育社办事处主任等职务。他参与创办了中华职业学校、女子职业学校、职业补习学校、职业指导所等职业教育单位，创办了《职业与教育》杂志，是中国职业教育的开创者之一。
1949年9月，江恒源到北京参加了中国人民政治协商会议第一届全体会议。中华人民共和国成立后，历任全国政协委员、政务院文教委员会委员、上海市人民委员会委员、上海比诺中学校长、中华职业学校校长等职务。
1961年2月，江恒源病逝，上海市成立了治丧委员会，陈毅等人任治丧委员。黄炎培在其追悼会上致悼词。

## 著作
- 《伦理学概论》
- 《中国先哲人性论》
- 《职业指导》[1]